# Ásbyrgi

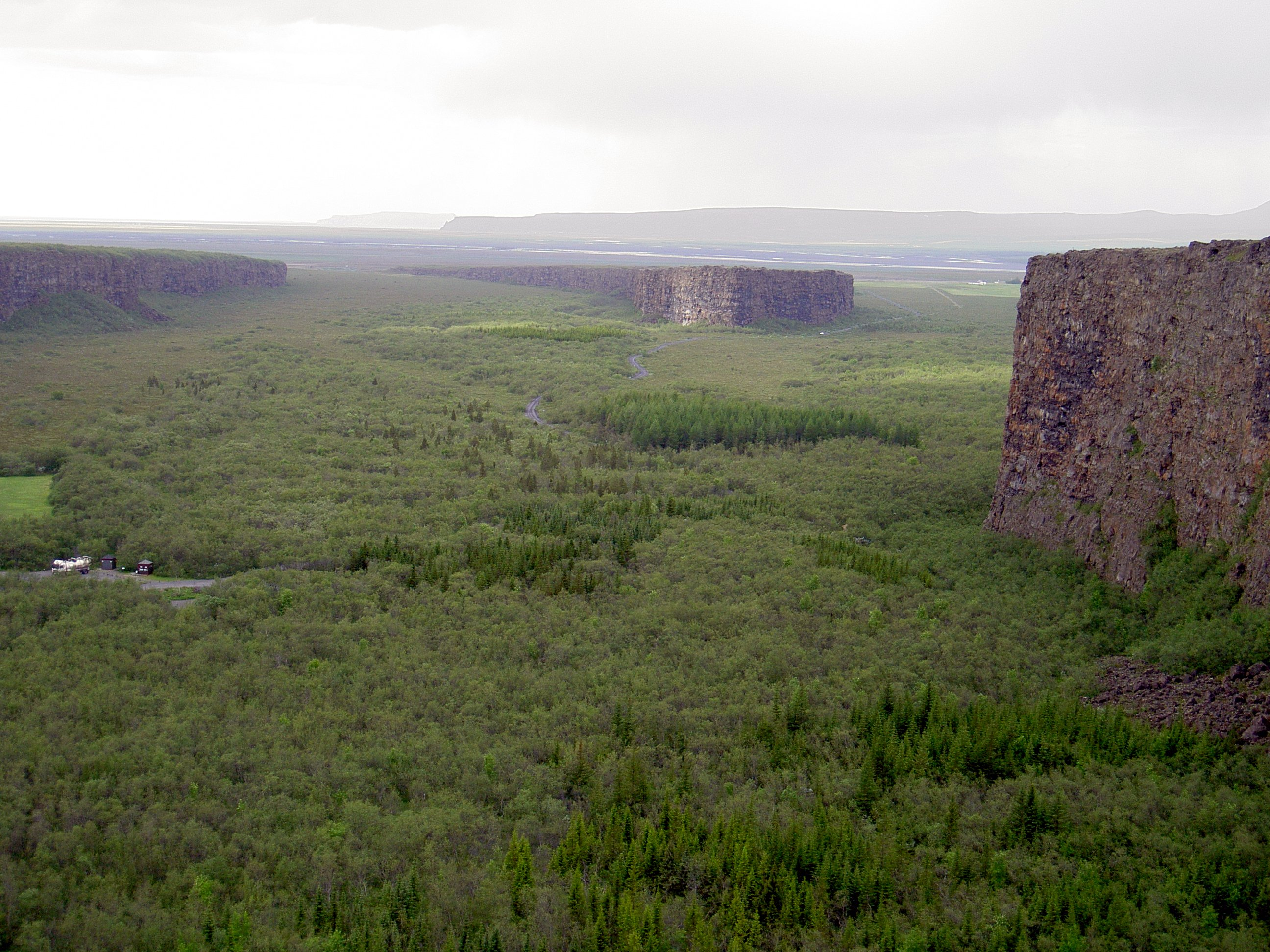
Vista des de la part superior del canyó Ásbyrgi

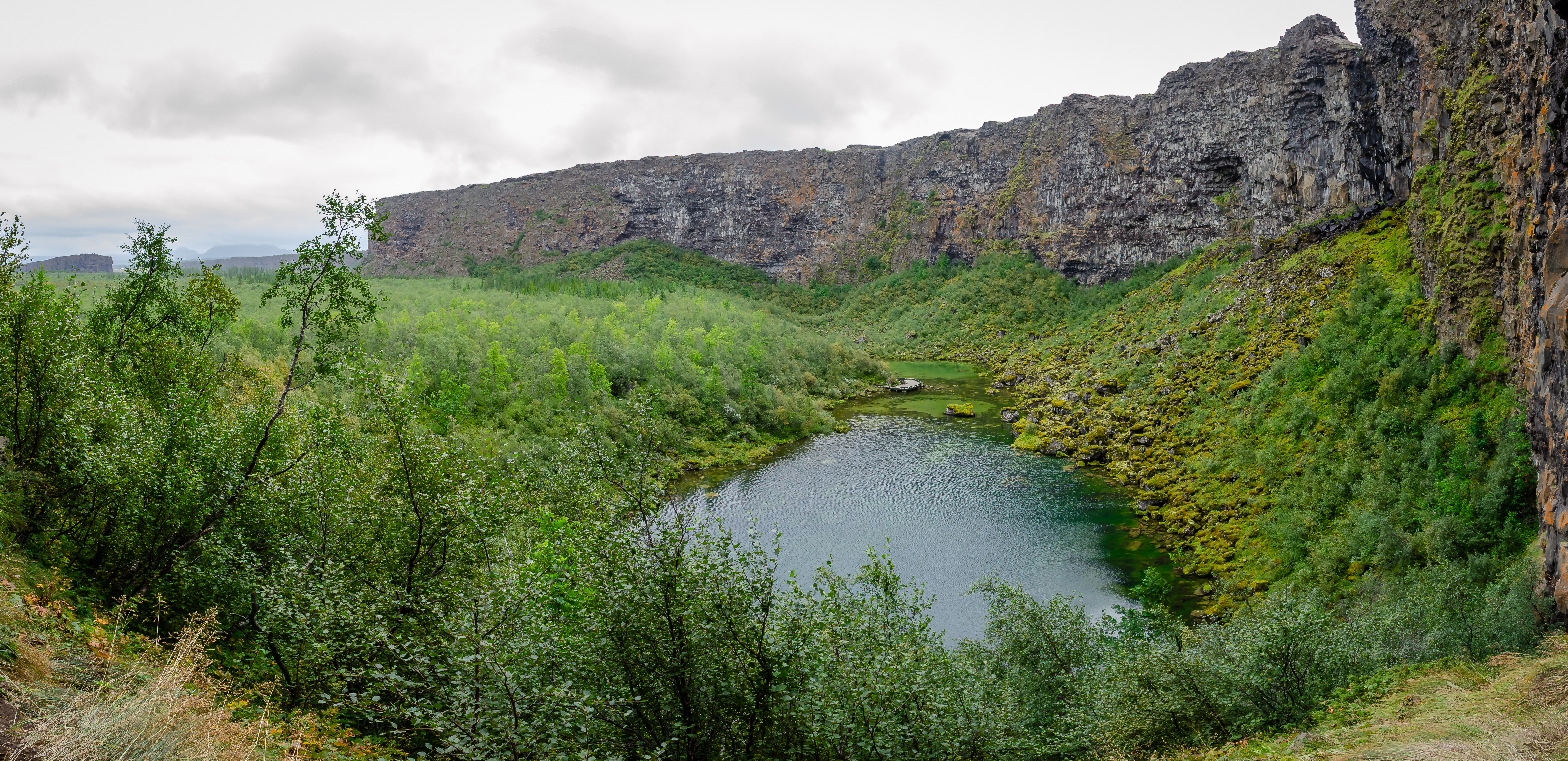
Llac Botnstjörn

El canyó Ásbyrgi es troba al nord d'Islàndia, a unes dues hores amb cotxe a l'est d'Akureyri. La depressió en forma de ferradura forma part del Parc Nacional Jökulsárglijúfur i fa aproximadament 3,5 km de longitud i 1 km de diàmetre. Per més de la meitat de la seva longitud, el canyó es divideix per la meitat per una característica formació rocosa de 25 metres d'alçada anomenada Eyjan ("l'illa"), des de la qual els excursionistes poden gaudir de vistes espectaculars.
Els costeruts vessants del canyó estan formats per penya-segats de fins a 100 metres d'altura. A sota, al canyó, els visitants poden caminar a través d'un bosc de bedolls i salzes. Entre 1947 i 1977 es van introduir algunes espècies d'arbres estrangeres com ara l'avet, el làrix i el pi. El petit llac Botnstjörn és la llar d'una gran varietat d'espècies d'aus aquàtiques.
Ásbyrgi va ser formada molt probablement per una catastròfica inundació glaciar del riu Jökulsá á Fjöllum després de l'última Edat de Gel, primer fa entre 8 i 10.000 anys enrere, i després una altra vegada fa uns 3.000 anys. El riu ha canviat el seu curs i ara es dirigeix a uns 2 km cap a l'est.
Les sagues expliquen la inusual forma del canyó de manera diferent. Anomenat l'empremta de Sleipnir, es diu que el canyó es va formar quan una de les vuit potes del cavall d'Odin, Sleipnir, va tocar terra aquí. La llegenda també explica que el canyó és la capital de les persones "ocultes" (huldufólk), que viuen a les esquerdes dels penya-segats que l'envolten.